# Platychelus virgatus
Platychelus virgatus är en skalbaggsart som beskrevs av Hermann Burmeister 1844. Platychelus virgatus ingår i släktet Platychelus och familjen Melolonthidae. Inga underarter finns listade i Catalogue of Life.